# Palazzo presidenziale (Hanoi)
Il palazzo presidenziale (vietnamita: Phủ Chủ tịch) è la residenza del Presidenti del Vietnam situata ad Hanoi.

## Storia
Il palazzo è l'antica residenza dei governatori dell'Indocina francese.
Questo palazzo è stato costruito tra il 1900 ed il 1906 da parte di Auguste Henri Vildieu sotto richiesta dell'allora governatore Paul Doumer.
Esso è in stile neoclassico ma presenta anche alcuni elementi neorinascimentali italiani. Il governo vi tiene le sue riunioni e vi riceve gli ambasciatori. La sua superficie totale ammonta a 1 300 m2 mentre quella del parco a 14 ettari. L'ingresso è vietato al pubblico, tranne che in alcune zone del parco.
Il parco del palazzo presidenziale ospita la casa su palafitte di Ho Chi Minh (Nhà sàn Bác Hồ) il quale vi risiedettee dal 1958 fino alla sua morte nel 1969. In seguito all'indipendenza del Paese nel 1954, Ho Chi Minh rifiuta di vivere nel lusso del palazzo presidenziale e s'installa piuttosto nei quartieri della servitù situati sul retro, laddove si trovano le stanze dove Ho Chi Minh accoglieva i suoi visitatori, il suo ufficio o ancora il garage che ancora oggi ospita le sue automobili di servizio.